# Bolsena
Bolsena är en stad och en kommun i provinsen Viterbo, Lazio, Italien. Staden ligger vid Bolsenasjön, 10 km från Montefiascone och 36 km från Viterbo. Den romerska vägen Via Cassia följer Bolsenasjön en bit och sedan förbi staden. Kommunen hade 3 917 invånare (2018).
Bolsena gick under antiken under namnet Vulsinii.